# Thomas Gomez
Thomas Gomez (Nova York, Estats Units, 10 de juliol de 1905 - Santa Monica, Califòrnia, 18 de juny de 1971) va ser un actor estatunidenc.

## Biografia[1]
Nascut a Long Island (Nova York) el 1923, als disset anys, Tomás Gómez va guanyar una beca per entrar a l'escola de teatre on ensenyava l'intèrpret shakespearià Walter Hampden. Favorablement impressionat pel talent de Gómez, Hampden contracta el jove actor en la seva pròpia empresa i el va fer debutar l'any següent a Cyrano de Bergerac. Gómez va passar set anys amb la companyia de teatre de Hampden i els següents set anys va treballar amb Alfred Lunt i Lynn Fontanne, la parella de celebritats del teatre nord-americà.
Després de molts anys d'experiència a l'escenari, l'actor va fer el seu debut a la pantalla gran a Sherlock Holmes and the Voice of Terror (1942), una producció de la Universal Pictures en la qual va interpretar el paper de RF Meade, un agent nazi. Sovint actua en caracteritzacions de personatges sinistres, durant la dècada del 1940 Gómez va aparèixer en diversos gèneres cinematogràfics, des de comèdies Who Done It? (1942) i In Society (1944), l'exòtica Arabian Nights (1942) i Blanc salvatge (1943), a la policia Phantom Lady (1944) i La ciutat prohibida (1945), respectivament, en el paper de l'Inspector Burgess i el capità de policia Dan Martin.
Va ser en la segona meitat de la dècada quan Gómez es va enfrontar als seus papers més interessants en pel·lícules d'especial valor. En el thriller Johnny O'Clock (1947) de Robert Rossen, l'actor va interpretar Guido Marchettis, amb Johnny O'Clock (Dick Powell), dirigeix una casa de joc dubtosa, mentre que a la negra Ride the Pink Horse (1947), dirigida i protagonitzada per Robert Montgomery, personificava el firaire Pancho, interpretació que li va valer una nominació a l'oscar al millor actor secundari de 1948. El tema de la pel·lícula va ser posteriorment traslladat a un episodi de la sèrie de televisió Robert Montgomery Presents (1950), en què Gómez feia el mateix paper.
Amb Force of Evil (1948) d'Abraham Polonsky, Gómez va tenir el paper de Leo Morse, propietari d'una petita corredoria d'apostes il·legals a Lower East Side, on simplement volen mantenir la seva independència professional, aconseguint un grau de prosperitat per a ell i la seva dona i tractant amb amabilitat els empleats que treballen per la seva agència. L'honestedat fonamental de Leo Morse xoca amb l'ambició neuròtica del seu germà petit Jack (John Garfield), un advocat que tracta de persuadir Leo a inclinar-se davant el poder aclaparador del sindicat que controla la ciutat. Només després de la tràgica mort de Leo per la màfia, Jack es redimeix i declara la guerra als mafiosos donant informació crucial contra el sindicat.
Molts dels personatges interpretats per Gómez són d'origen llatí, entre ells el Pare Bartolomé Romero a Capità de Castella (1947), el Dr. Esteban Chávez a Angel in Exile (1948), Don Homero Calderón a Sombrero (1953), Don David a The Magnificent Matador (1955). També va ser el governant de l'extravagant Marshovia The Merry Widow (1952) amb Lana Turner i el sinistre Wang Khan a The Conqueror (1956), al costat de John Wayne i Susan Hayward.
Durant la seva carrera, Gómez mai va abandonar l'escena teatral i va aparèixer en diverses produccions d'èxit a Broadway, incloent La gata sobre la teulada de zinc (1955 - 1956), en la qual va interpretar el paper de Big Daddy, i Un home per a l'eternitat, que va tenir lloc des del novembre de 1961 al juny de 1963, en la qual va personificar al polític anglès Thomas Cromwell. Va fer també el paper del Professor Moriarty, l'arxienemic de Sherlock Holmes, en una representació de 1953 en què el famós detectiu va ser interpretat per Basil Rathbone.
L'actor també va posar el seu talent al servei de la pantalla petita, on va començar a aparèixer a la primera meitat dels anys cinquanta. Entre les moltes sèries que va interpretar, recordar The Twilight Zone (1959 -1961), Dr Kildare (1963), The Virginian (1965), Bewitched (1969) i It Takes a Thief (1968 - 1969). No obstant això, ell va seguir proporcionant bones caracteritzacions a la pantalla gran, com a Trapezi (1956) de Carol Reed, en la comèdia But Not for Me (1959), en el drama Summer and Smoke (1961), fins a l'última aparició en l'escena en una pel·lícula d'aventures Beneath the Planet of the Apes (1970), en el paper del sacerdot.
Després de filmar un episodi de la sèrie western Gunsmoke, Tomás Gómez va morir a Santa Monica (Califòrnia) el 18 de juny de 1971, als seixanta-cinc anys, a conseqüència de les greus ferides sofertes en un accident de cotxe. Està enterrat al Westwood Village Memorial Park Cemetery de Los Angeles.

## Filmografia[5]
- 1942: Sherlock Holmes and the Voice of Terror: Meade
- 1942: Who Done It? d'Erle C. Kenton: Coronel J.R. Andrews
- 1942: Pittsburgh: Joe Malneck
- 1942: Arabian Nights: Hakim
- 1943: White Savage: Sam Miller
- 1943: Frontier Badmen: Ballard
- 1943: Corvette K-225: Smithy
- 1943: Crazy House: N.G. Wagstaff
- 1944: Phantom Lady: Inspector Burgess
- 1944: In Society: Drexel
- 1944: The Climax de George Waggner: Comte Seebruck
- 1944: Bowery to Broadway: Tom Harvey
- 1944: Dead Man's Eyes: Capità Drury
- 1944: Can't Help Singing: Jake Carstairs
- 1945: Frisco Sal: policia Capità Dan Martin
- 1945: Patrick the Great: Max Wilson
- 1945: I'll Tell the World: J.B. Kindell
- 1945: The Daltons Ride Again: 'Professor' McKenna
- 1946: A Night in Paradise: King Croesus
- 1946: Swell Guy: Dave Vinson
- 1947: Johnny O'Clock de Robert Rossen: Guido Marchettis
- 1947: Singapur (Singapore): M.. Mauribus
- 1947: Ride the Pink Horse de Robert Montgomery: Pancho
- 1947: A Double Life: Cassio
- 1947: Capità de Castella (Captain from Castile): Father Bartolome Romero
- 1948: Casbah: Louvain
- 1948: Cayo Largo (Key Largo): Richard 'Curly' Hoff
- 1948: Angel in Exile: Dr. Estaban Chavez
- 1948: Force of Evil: Leo Morse
- 1949: Sorrowful Jones: Reardon
- 1949: Come to the Stable: Luigi Rossi
- 1949: That Midnight Kiss: Guido Russino Betelli
- 1949: The Woman on Pier 13: Vanning
- 1950: The Eagle and the Hawk de Lewis R. Foster: General Liguras (The Hawk)
- 1950: The Furies: El Tigre
- 1950: Kim: Emissary
- 1951: The Harlem Globetrotters: Coach Abe Saperstein
- 1951: La dona pirata (Anne of the Indies): Blackbeard
- 1952: Macau (Macao): Tinent Sebastian
- 1952: The Sellout: Sherrif Kellwin C. 'Casey' Burke
- 1952: La viuda alegre (The Merry Widow): Rei de Marshovia
- 1952: Pony Soldier: Natayo Smith
- 1953: Sombrero: Don Homero Calderon
- 1954: The Gambler from Natchez: Capità Antoine Barbee
- 1954: The Adventures of Hajji Baba: Osman Aga
- 1955: Las Vegas Shakedown: Al 'Gimpy' Sirago
- 1955: Santos, el magnífic (The Magnificent Matador): Don David
- 1955: The Looters: George Parkinson
- 1955: Night Freight: Haight
- 1956: El conqueridor de Mongòlia (The Conqueror): Wang Khan
- 1956: Trapezi (Trapeze): Bouglione
- 1959: John Paul Jones: Esek Hopkins
- 1959: But Not for Me: Demetrios Bacos
- 1961: Summer and Smoke de Peter Glenville: Papa Zacharias
- 1968: Stay Away, Joe: Avi
- 1970: Beneath the Planet of the Apes: Minister

## Premis i nominacions
Nominacions
- 1948: Oscar al millor actor secundari per Ride the Pink Horse